# Arthur Schopenhauer
Arthur Schopenhauer (pronunția germană: ˈaʁtʊʁ ˈʃoːpn̩haʊ̯ɐ) (n. 22 februarie 1788, Gdańsk, Polonia-Lituania – d. 21 septembrie 1860, Frankfurt am Main, Confederația Germană) a fost un filozof german, cunoscut - mai ales - prin teoria sa asupra primatului „voinței” în sfera reprezentării lumii și în comportamentul uman. Este cel mai bine cunoscut pentru lucrarea sa din 1818 Lumea ca voință și reprezentare (extinsă în 1844), unde caracterizează lumea fenomenelor ca un produs al unei voințe metafizice oarbe și insațiabile. Construind la idealismul transcendental al lui Immanuel Kant, Schopenhauer a dezvoltat un sistem etic ateist, nonteist și metafizic, care respinge ideile contemporane ale idealismului german. A fost printre primii gânditori din filozofia occidentală care a împărtășit și a afirmat aspecte semnificative ale filozofiei asiatice, ca asceza și noțiunea de lume ca aspect. Opera sa a fost descrisă ca o manifestare exemplară a pesimismului filosofic.
Deși opera sa nu a reușit să obțină o atenție substanțială în timpul vieții sale, Schopenhauer a avut un impact postum în diferite discipline, inclusiv filozofie, literatură și știință. Scrierile sale despre estetică, morală și psihologie au influențat gânditorii și artiștii de-a lungul secolelor XIX și XX. Printre cei care au citat influența sa s-au numărat filosofii Friedrich Nietzsche, Ludwig Wittgenstein și Anthony Ludovici, oamenii de știință Erwin Schrödinger și Albert Einstein, psihanaliștii Sigmund Freud și Carl Gustav Jung, și scriitori ca Mihai Eminescu, Lev Tolstoi, Thomas Mann, George Bernard Shaw, Joaquim Maria Machado de Assis, Jorge Luis Borges, și Samuel Beckett.

## Biografie

### Începutul vieții

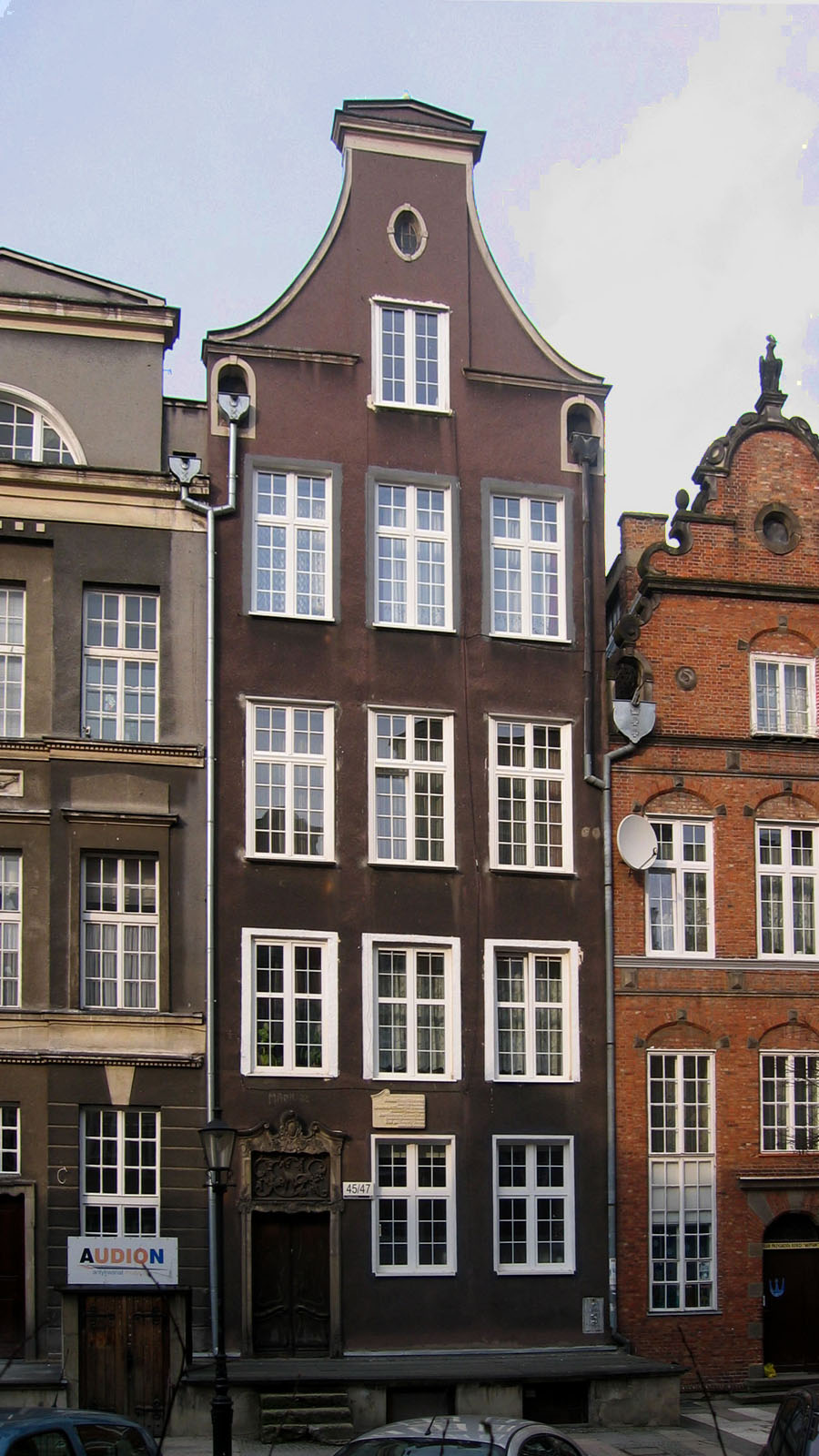
Casa în care s-a născut Schopenhauer, din Gdańsk

Arthur Schopenhauer s-a născut pe 22 februarie 1788 la Danzig (la vremea acea parte din Uniunea statală polono-lituaniană, astăzi Gdańsk, Polonia), pe Heiligegeistgasse (cunoscută în prezent ca Św. Ducha 47), fiu al Johannei Schopenhauer și al lui Heinrich Floris Schopenhauer.. Niciunul dintre ei nu era foarte religios, susținând Revoluția franceză, și fiind republicani, cosmopolitiști și anglofili. Când Danzig a devenit parte din Prusia în 1793, Heinrich s-a mutat la Hamburg - un oraș liber cu o constituție republicană, protejat de Marea Britanie și Olanda împotriva agresiunii pruse - deși firma sa a continuat să tranzacționeze în Danzig, unde au rămas majoritatea familiilor lor extinse. Adele, singura soră a lui Arthur s-a născut la 12 iulie 1797.
În 1797, Arthur a fost trimis în Le Havre ca să trăiască doi ani cu familia asociatului de afaceri al tatălui său, Grégoire de Blésimaire. Părea să se bucure de șederea lui acolo, a învățat să vorbească franceză fluent și a început o prietenie cu Jean Anthime Grégoire de Blésimaire, colegul său, care a durat o mare parte din viața lor. Încă din 1799, Arthur a început să cânte la flaut. În 1803 s-a alăturat părinților săi înntr-un tur prin Olanda, Marea Britanie, Franța, Elveția, Austria și Prusia;  a fost mai ales un tur de plăcere, deși Heinrich a vizitat și unii dintre colegii săi de afaceri. Heinrich i-a oferit fiului său posibilitatea de a alege - putea să stea acasă și să înceapă pregătirile pentru învățământul universitar sau putea să călătorească cu ei și apoi să-și continue educația de comerciant. Ulterior, Arthur a regretat profund alegerea sa pentru că și-a găsit antrenament de negustor ca fiind plictisitor. 
În 1805, Heinrich a murit înecându-se într-un canal lângă casa lor din Hamburg. Chiar dacă e posibil ca moartea sa să fie accidentală, soția și fiul său au crezut că aceasta a fost sinucidere, pentru că a era predispus la un comportament nonsociabil, anxietate și depresie, care a fost deosebit de pronunțat în ultimele sale luni de viață. Arthur a arătat o stare de spirit similară încă din tinerețe și a recunoscut adesea că a moștenit-o de la tatăl său; au existat, de asemenea, alte câteva cazuri de probleme serioase de sănătate mintală în partea familiei tatălui său. Mama lui Johanna a fost descrisă în general ca vioasă și sociabilă. În ciuda greutăților, lui Schopenhauer părea să-i placă de tatălui său și mai târziu l-a menționat mereu într-o lumină pozitivă.

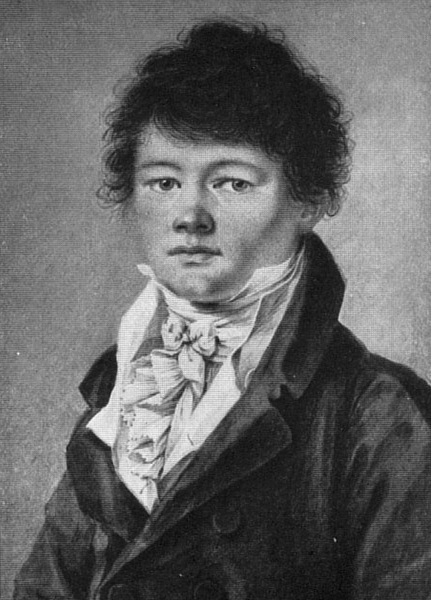
Schopenhauer tânăr, în 1832

Arthur a petrecut doi ani ca comerciant în onoarea tatălui său mort și din cauza propriilor îndoieli cu privire la a fi prea bătrân pentru a începe o viață de savant. Cea mai mare parte a educației sale anterioare a fost instruirea practică de comercianți și a avut probleme cu învățarea limbii latine, care era o condiție necesară pentru orice carieră academică. Mama sa s-a mutat, împreună cu fiica ei, Adele, la Weimar - la vremea aceea centrul literaturii germane - ca se bucura de viața socială între scriitori și artiști. Arthur și mama sa nu erau într-o relație bună. Într-o scrisoare adresată lui, ea a scris: „Ești insuportabil și împovărat, și e foarte greu de trăit cu tine; toate calitățile tale bune sunt umbrite de conceperea ta și devin inutile lumii pur și simplu pentru că nu poți să-ți oprești înclinația de a vedea găuri în alți oameni.” Arthur și-a părăsit mama și, chiar dacă a murit 24 de ani mai târziu, nu s-au mai întâlnit niciodată. Unele dintre părerile negative de mai târziu ale filozofului despre femei pot fi înrădăcinate în relația sa tulburată cu mama sa. Arthur a locuit la Hamburg alături de prietenul său Jean Anthime, care studia de asemenea ca să devină negustor.
După ce a renunțat la ucenicia sa de comerciant, cu oarecare încurajare din partea mamei sale, s-a dedicat studiilor la gimnaziul Gotha (Gymnasium illustre zu Gotha) din Saxa-Gotha-Altenburg, bucurându-se și de viața socială în rândul nobilimii locale cheltuind sume mari de bani, ceea ce a provocat îngrijorare mamei sale frugale. A părăsit gimnaziul după ce a scris o poezie satirică despre unul dintre lectori. Deși Arthur a susținut că a plecat voluntar, o scrisoarea a mamei sale indică faptul că a fost expulzat.

### Educația
S-a mutat la Weimar, dar nu a locuit cu mama sa, care a încercat chiar să-l descurajeze din a veni, explicându-i că nu o să se înțeleagă foarte bine. Relația lor s-a deteriorat și mai mult din cauza diferențelor de temperament. Și-a acuzat mama ca fiind iresponsabilă din punct de vedere financiar, flirtoasă și că vrea să se recăsătorească, ceea ce el considera o insultă în memoria tatălui său. Mama sa, în timp ce-i mărturisește dragostea față de el, l-a criticat brusc fiind lipsit de dispoziție, fără tact și argumentativ - și l-a îndemnat să-și îmbunătățească comportamentul, astfel încât să nu-i înstrăineze pe oameni. Arthur s-a concentrat pe studiile sale care mergeau acum foarte bine și i-a plăcut și viața socială obișnuită, cum ar fi balurile, petrecerile și teatrul.

### Opera
În 1811 pleacă la Berlin, unde audiază cursurile lui Friedrich Schleiermacher și ale lui Johann Gottlieb Fichte. Se transferă la Jena și, în 1813, obține titlul de Doctor în Filozofie cu dizertația "Cu privire la rădăcina cvadruplă a principiului rațiunii suficiente" (Über die vierfache Wurzel des Satzes vom zureichenden Grunde). În același an întâlnește la Weimar pe Goethe, cu care discută teoria acestuia asupra culorilor. În lucrarea apărută după aceea, "Despre vedere și culori" (Über das Sehen und die Farben, 1816), expune propria sa concepție în acest domeniu, în contradicție cu opiniile lui Goethe.
În 1819, primește însărcinarea de a ține cursuri la Universitatea din Berlin, unde preda și Hegel, care era în acel timp figura dominantă a filozofiei germane, acum criticat vehement de Schopenhauer. Opera principală a lui Schopenhauer, "Lumea ca voință și reprezentare" (Die Welt als Wille und Vorstellung, 1819) apare în același an. Predă ca docent la Universitatea din Berlin până în anul 1831, când, din cauza unei epidemii de holeră, a cărei victimă a fost Hegel, se refugiază la Frankfurt am Main, unde va trăi retras până la sfârșitul vieții ca filozof liber. Aici începe studiul filozofiei budiste și hinduiste precum și al misticilor creștinismului primitiv, fiind influențat în special de Meister Eckhart și Jakob Böhme. În acest timp îi apar lucrările "Voința în natură" (Über den Willen in der Natur, 1836), "Cele două probleme de bază ale eticii" (Die beiden Grundprobleme der Ethik, 1841), aforismele grupate în Parerga und Paralipomena (1851).

## Opera filozofică

### Lumea ca voință și reprezentare
Sub influența lui Platon și a lui Immanuel Kant, Schopenhauer se situează în problema teoriei cunoașterii pe poziția idealismului. Dar în cadrul acestei concepții, Schopenhauer își susține propriile sale vederi și combate filozofia lui Hegel. Bazat pe achizițiile științelor naturale, dezvoltă un punct de vedere original asupra fiziologiei percepției. După Schopenhauer, lumea exterioară există numai în măsura în care este percepută și prezentă în conștiința omului, deci ca reprezentare. El nu este totuși întru totul de acord cu Kant, care considera că "lucrul în sine" (das Ding an sich) ar fi mai presus de orice experiență senzorială și în consecință nu ar putea fi cunoscut. Schopenhauer susține că Voința stă la baza reprezentării lumii, având o puternică forță lipsită de rațiune și de scop. Spre deosebire de Hegel, consideră că lumea și istoria sunt lipsite de sens și de o țintă finală. Voința stă nu numai la baza acțiunilor omului, ci determină întreaga realitate, organică sau anorganică. Voința se manifestă în lumea animală ca forță vitală și ca impuls spre procreare. Această teorie asupra "primatului voinței" reprezintă ideea centrală a filozofiei lui Schopenhauer și a avut, începând cu a doua jumătate a secolului al XIX-lea până în actualitate, o influență crescândă asupra gândirii filozofice.

### Estetismul
Concepțiile lui Schopenhauer asupra literaturii și artei sunt o consecință directă a pesimismului său și a influenței filozofiei budiste. Voința este un impuls existențial care nu dă nici o satisfacție, dimpotrivă, creând permanent noi necesități ce nu pot fi în întregime satisfăcute, devine o sursă de suferință. De aceea nu poate exista o fericire de durată; viața este o vale a plângerii, plină de dureri. La un nivel superior, însă, omul se poate sustrage dictatului Voinței, reușind să se elibereze. Eliberarea de suferință se realizează prin negarea Voinței, care poate fi obținută prin contemplația artistică sau prin asceză, renunțare și meditație. Omul scapă prin artă de sub dominația Voinței și devine un "subiect pur și pasiv al cunoașterii".

### Concepții asupra moralei
În timp ce omul se poate elibera doar temporar de cătușele Voinței prin contemplația artistică, concepția etică a lui Schopenhauer dă soluția negării durabile a Voinței. Spre deosebire de Kant, etica lui Schopenhauer nu se bazează pe rațiune și pe legile morale; el vede în "milă" singura modalitate a comportamentului moral. Prin compătimire și înțelegerea suferinței lumii, omul își depășește egoismul și se identifică cu semenii săi (Über die Grundlage der Moral, 1840). Metafizica lui Schopenhauer poartă eticheta budismului; tot astfel etica sa este impregnată de concepția budistă asupra lumii și de misticismul creștin.

### Concepții asupra religiei
Schopenhauer considera că religiile sunt adevărate în sensu allegorico, dar sunt minciuni în sensu proprio (adică dogmele privite drept adevăruri în  sens literal). Teologii știu foarte bine acest lucru, dar trebuie să-i mintă pe enoriași că dogmele ar fi literal adevărate.

## Influențele filozofiei lui Schopenhauer
La apariția operelor sale, Schopenhauer nu s-a bucurat de o atenție deosebită. Mai târziu însă, mulți s-au revendicat de la gândirea sa. În domeniul filozofiei, Schopenhauer a exercitat o influență deosebită asupra gândirii lui Friedrich Nietzsche, Henri Bergson, Ludwig Wittgenstein sau Emil Cioran. În literatură, se recunoaște influența lui Schopenhauer asupra operelor lui Lev Tolstoi, Mihai Eminescu, Marcel Proust, Thomas Mann sau Michel Houellebecq. În psihologie ideile sale au fost preluate de Eduard von Hartmann și Sigmund Freud.